# Riesneralm

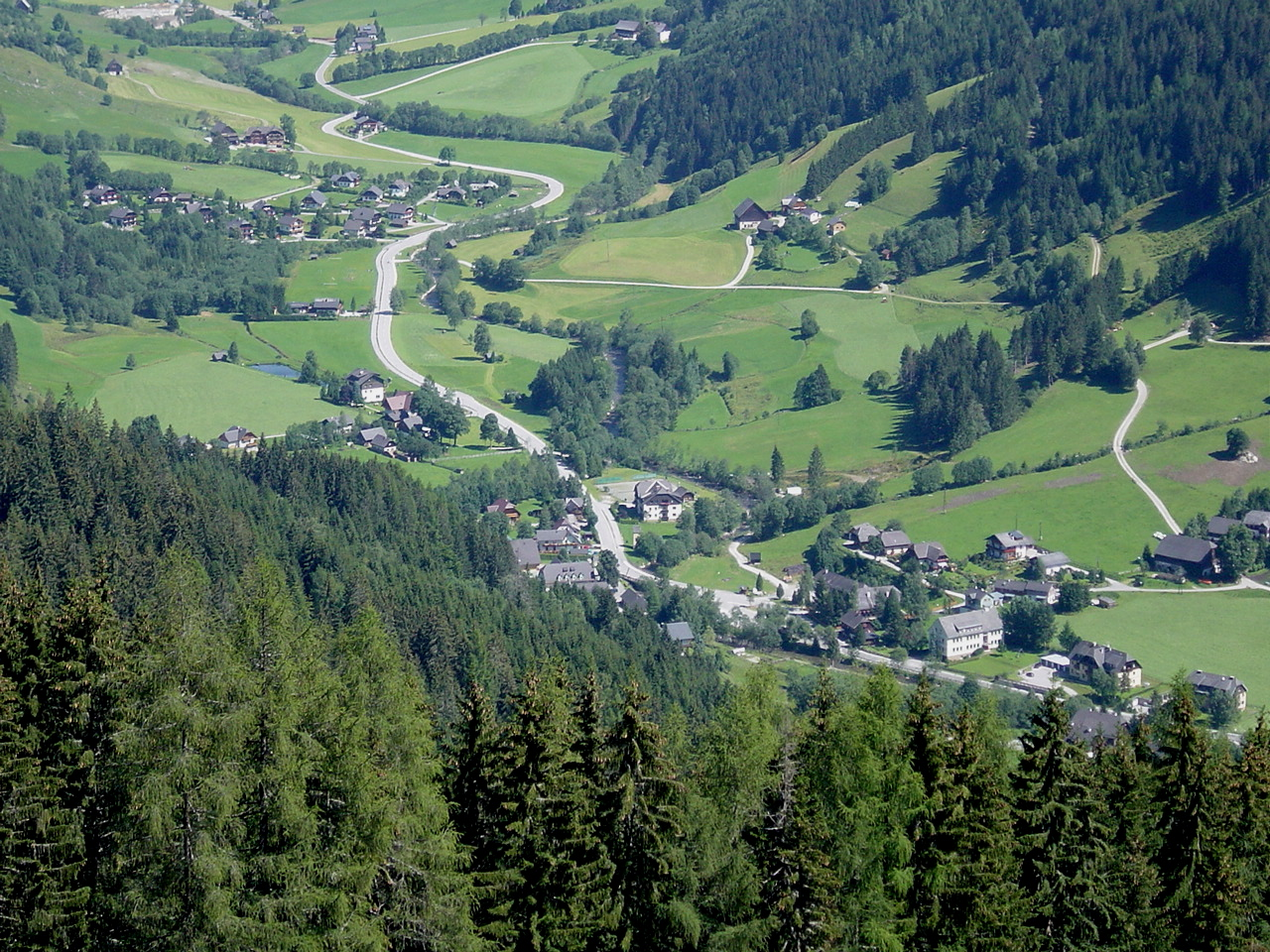
Blick nach Donnersbachwald vom Sessellift aus

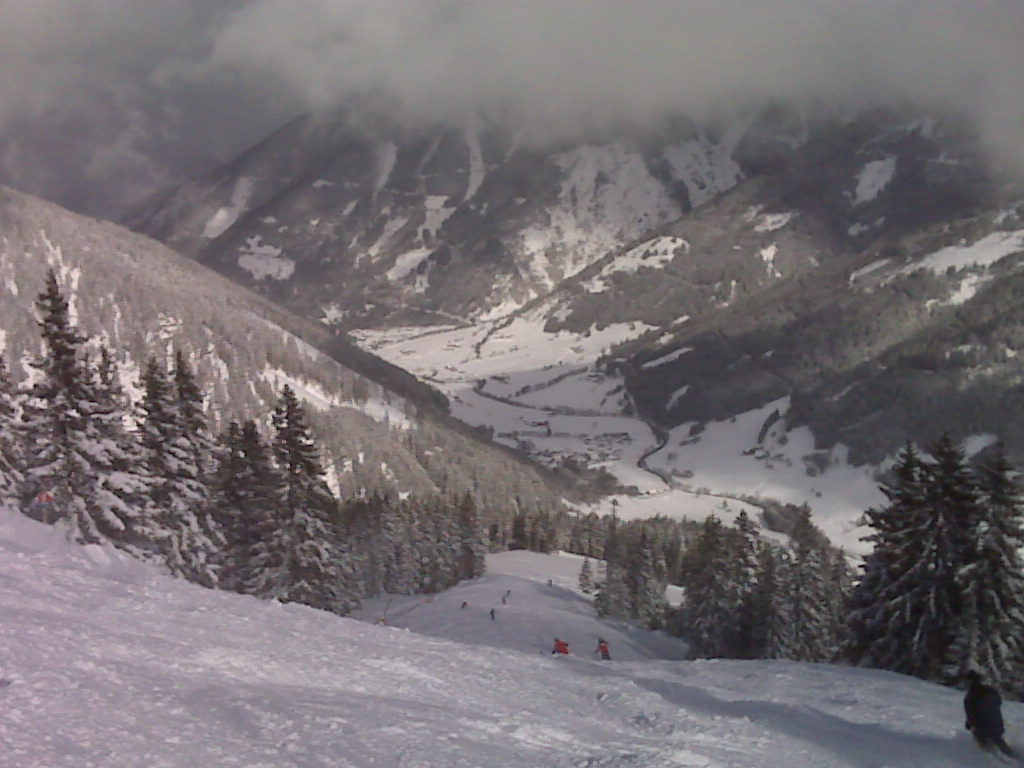
Abfahrt "Die Sonnige"

Die Riesneralm ist ein österreichisches Skigebiet in den Wölzer Tauern in der Steiermark. Es liegt auf der Nord- und Ostseite des Riesnerkrispen (1922 m) und gehört zur Gemeinde Irdning-Donnersbachtal.

## Wintersport
Die Riesneralm verfügt über Abfahrten mit einer Gesamtlänge von 30 km; die längste Piste („Panoramaabfahrt“) ist 7 km lang. Einer der Hänge wurde in der Vergangenheit mehrfach im Rahmen des Skieuropacups für Meisterschaftsläufe genutzt und trägt daher den Namen „Europacup-Hang“.
Die Riesneralm gilt als schneesicher. 100 Prozent der Pistenfläche können durch 130 Schneekanonen künstlich beschneit werden.
Liftanlagen auf der Riesneralm:
- Sessellift „Riesnerbahn“, kuppelbar mit Wetterschutz, Höhenunterschied: 625 m
- Sessellift „Krispenbahn“, fix geklemmt mit Förderbandeinstieg, Höhenunterschied: 220 m
- „Panorama6-er“ Sesselbahn, kuppelbar mit Wetterschutzhauben, Höhenunterschied: 520 m
- Übungslifte: ein Tellerlift und ein Förderband

Weiterhin verfügt die Riesneralm über einen Übungshang mit Tellerlift und Förderbändern und eine auf dem Berg ansässige Skischule.
Die Liftkapazität beträgt 4300 Personen/Stunde.
Von der Mörsbachalm führt eine 5 Kilometer lange Rodelbahn nach Donnersbachwald. Der Aufstieg aus dem Tal zur Mörsbachalm dauert ca. eine Stunde. Es besteht ein Schlittenverleih auf der Alm.
Im Sommer und Winter wird auf der Riesneralm Gleitschirm- und Drachenflug veranstaltet. Vom 10. bis 15. März 2009 wurden die 12. FAI World Paraski Championships auf der Riesneralm ausgetragen.

## Bemerkenswertes
Die Riesneralm wurde mehrfach mit dem „internationalen Pistengütesiegel“ ausgezeichnet.
Am 1. Jänner 2009 stieß der thüringische Ministerpräsident Dieter Althaus auf der Riesneralm mit einer Skifahrerin zusammen. Die Frau erlag auf dem Transport ins Krankenhaus ihren Verletzungen. Althaus erlitt ein Schädel-Hirn-Trauma. Im März 2009 wurde Althaus wegen fahrlässiger Tötung zu einer Geldstrafe und Schmerzensgeldzahlung verurteilt.